# Glevum
Glevum (o Colonia Nervia Glevensium o Glouvia), odierna Gloucester nella contea inglese del Gloucestershire, era un castrum della Britannia romana che divenne colonia di legionari in congedo nel 79.

## Storia

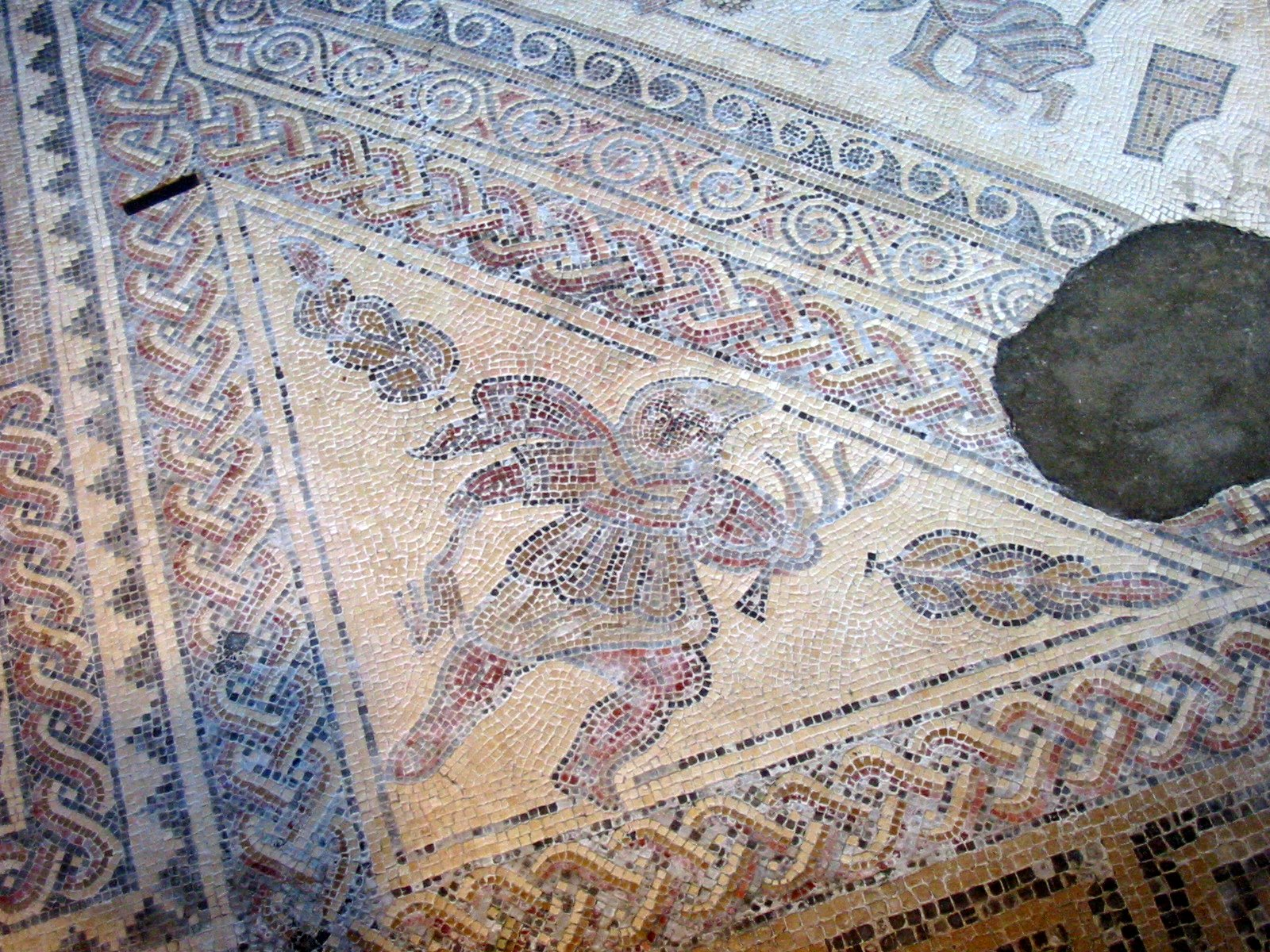
Mosaico nella villa romana di Chedworth, nei pressi di Glevum.

Fu fondata nel 48 sul fiume Severn e vicino alla Fosse Way, una delle più importanti strade romane della Britannia. All'inizio era un castrum fondato a Kingsholm. Venti anni dopo fu rimpiazzato da un insediamento civile leggermente sollevato rispetto al territorio circostante. Vi stazionava la II legione Augusta, che invaderà il Galles tra il 66 e il 74, che poi sarà spostata a  Burrium (Usk) e a Isca Augusta (Caerleon) nel Galles meridionale. Nel 97 l'intera area divenne colonia sotto l'imperatore Nerva. Vi furono costruite una grande basilica, un foro e case con mosaici. È molto probabile che nel IV secolo divenne capitale della provincia della Britannia Secunda. Pare infatti che avesse delle zecche. È probabile che all'epoca avesse una popolazione di 10.000 abitanti. 
Nel II e III secolo l'area attorno a Glevum era interamente romanizzata e aveva un'altisisma densità di ville, come quelle di Chedworth e di Woodchester, che sono alcune delle migliori della Britannia.
L'occupazione di Glevum da parte dei Romano-Britannici dovrebbe essere continuata, come dimostrano gli scavi archeologici, anche nel periodo post-romano e pare che dopo la battaglia del Monte Badon (497 circa) ci sia stato un certo ripopolamento. La Cronaca anglosassone ricorda che re Coinmail, che proverrebe da Gloucester, avrebbe preso parte alla battaglia di Dyrham (577), quando gli Anglosassoni conquistarono la città.